# Нехворощанський район
Нехвороща́нський райо́н — колишня адміністративно-територіальна одиниця України, утворена 7 березня 1923 у складі Красноградської округи з Нехворощанської волості Красноградського повіту, Маяцької і Царичанської волостей Кобеляцького повіту Полтавської губернії та Бабайківської, Гупалівської, Чернеччинської і Юр'ївської волостей Новомосковського повіту Катеринославської губернії (14 сільрад). Площа 624 кв. версти (=710,112 км²). На 7 вересня 1923 населення становило 68 476 осіб. З 1925 до 1930 перебував у складі Полтавської округи, з 1932 до 1937 — Харківської, а з 22 вересня 1937 — Полтавської області. У вересні 1941 р. територію району було окуповано нацистською Німеччиною, а 1 вересня 1942 р. включено до складу Полтавського ґебіту у статусі району (нім. Rayon). Визволено радянськими військами у вересні 1943 р.
Район розформовано 30 грудня 1962 р. з переданням більшості його території до складу Новосанжарського району.